# Токаревський Микола Дмитрович
Мико́ла Дми́трович Токаре́вський — аматор-бандурист. 

## Біографія
Московський студент-українець, засланий до Києва. Добре грав на бандурі. Мав виступати, але місцева поліція заборонилиа йому виступати, зокрема в м. Острожську на концерті. Забороняли йому грати такі твори як «Українські мелодії» та «Пісня кобзаря». 
Уперше заарештований КОУ НКВС 14 лютого 1931 року за «приналежність до контрреволюційної організації, яка ставила собі на меті повалення існуючого ладу». Проходив по ст. 54-4 КК УСРР, але через місяць був виправданий. Удруге заарештований за «участь в террористичній організації УСД» 1938 року. Постановою військової прокуратури звільнений 1940 року.